# Lisbeth Movin
Lisbeth Movin (25 d'agost de 1917 - 7 de novembre de 2011) va ser una actriu i directora de cinema danesa.
Es va graduar com estudiant el 1937. Es va graduar a l'escola d'estudiants del Royal Theatre (1939-1941) i va treballar al teatre durant els dos anys següents. Després es va dedicar al Det ny Teaterels anys 1943-50 i de nou al 1968. De tant en tant, Lisbeth Movin treballava com a autònoma.
Durant quatre anys va ser membre del consell municipal del Partit Popular Conservador al municipi d'Hørsholm.
Es va casar amb el director de cinema i actor Lau Lauritzen junior, i van tenir tres fills. Lisbeth Movin va morir el 7 de novembre de 2011 a l' Hospital Hillerød, a l'edat de 94 anys.

## Filmografia (seleccionada)
| - Et skud før midnat - 1942 - Søren Søndervold - 1942 - Vredens dag - 1943 - Når man kun er ung - 1943 - Jeg mødte en morder - 1943 - Frihed, lighed og Louise - 1944 - De røde enge - 1945 - Lise kommer til byen - 1947 - Støt står den danske sømand - 1948 - Hr. Petit - 1948 - Det gælder os alle - 1949 - Den opvakte jomfru - 1950 - Café Paradis - 1950 - Det sande ansigt - 1951 - Det store løb - 1952 - Avismanden - 1952 - Hejrenæs - 1953 | - Det gælder livet - 1953 - En sømand går i land - 1954 - Taxa K-1640 Efterlyses - 1956 - Den store gavtyv - 1956 - Sønnen fra Amerika - 1957 - Det lille hotel - 1958 - Det skete på Møllegården - 1960 - Min kone fra Paris - 1961 (com artriu i directora) - Rikki og mændene - 1962 (com actriu, guionista i directora) - Sikke'n familie - 1963 - Jensen længe leve - 1965 - Den røde kappe - 1967 - Mig og min lillebror og storsmuglerne (com ajudant de direcció) - Farlige kys - 1972 - Øjeblikket - 1980 - Babettes gæstebud - 1987 - Sidste akt - 1987 |